# Amando de Ossorio
Amando de Ossorio Rodríguez (* 6. April 1918 in A Coruña; † 13. Januar 2001 in Madrid) war ein spanischer Filmregisseur, der sich auf phantastische Horrorfilme spezialisiert hatte.

## Leben
Ossorio – als Geburtsjahr wird fälschlicherweise auch 1925 angegeben – arbeitete nach seinem Studium zunächst als Journalist für die Zeitung und einen Radiosender, bevor er in Madrid begann, Drehbücher zu schreiben und als Assistent an Dokumentarfilmen mitzuwirken. Seine Arbeit beim Radiosender beendete er, als er 1963 seinen ersten Spielfilm inszenierte, einen Italowestern.
Nach verschiedenen Versuchen in diversen Genres – und Preisen für Dokumentationen, die er weiterhin drehte – wandte er sich gegen Ende des Jahrzehnts dem Horrorfilm zu, den er mit den Reitenden Leichen (im Original Los muertos sin ojos, „Die Toten ohne Augen“) um eine inzwischen klassische Filmreihe bereicherte. Auf Grund seines Erfolges blieb er diesem Genre bis zum Ende seiner Karriere treu.
Ossorio verstarb infolge eines Herzinfarkts.

## Filmografie (Auswahl)
- 1956: La bandera negra
- 1964: La tumba del pistolero
- 1965: Die Unversöhnlichen (Rebeldes en Canadá)
- 1969: Malenka
- 1971: Die Nacht der reitenden Leichen (La noche del terror ciego)
- 1973: The Loreley’s Grasp – Die Bestie im Mädchen-Pensionat (Las garras de Lorelei)
- 1973: Die Rückkehr der reitenden Leichen (El ataque de los muertos sin ojos)
- 1973: Woodoo – Inferno des Grauens (La noche de los brujos)
- 1974: Das Geisterschiff der schwimmenden Leichen (El buque maldito)
- 1974: La pazienza ha un limite… noi no! (Drehbuch)
- 1975: Das Blutgericht der reitenden Leichen (La noche de las gaviotas)
- 1975: Der Exorzist und die Kindhexe (La endemoniada)
- 1984: Hydra – Die Ausgeburt der Hölle (Serpiente de mar)